# Johannes Hau

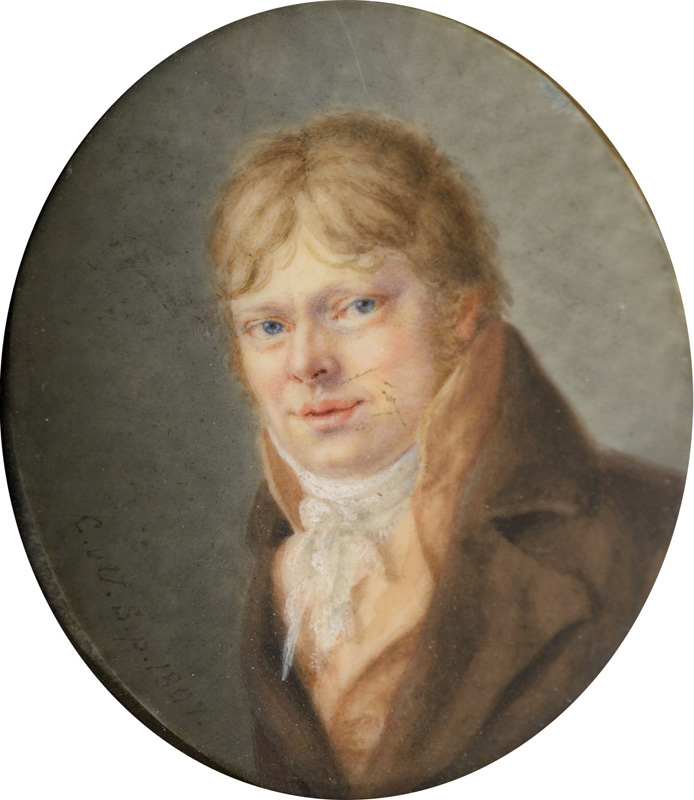
Johannes Hau; retrato por Karl Johann Emanuel von Ungern-Sternberg (1807).

Johannes Hau (17 de abril de 1771, Flensburg - 3 de agosto de 1838, Reval) fue un pintor paisajista alemán del Báltico.

## Vida y obra
Su padre, Jens Petersen Hau, era capitán de barco. En 1795, abandonó su ciudad natal y se trasladó a Tallin (Reval, en alemán). Ahí, se convirtió en maestro pintor y para 1806, servía como Ältermann (un tipo de funcionario administrativo) con la Guilda de San Canuto. Desde 1818 hasta su muerte, fue director de la guilda.
Es mejor recordado por sus vistas (vedute) de pequeña escala de Reval y Narva realizadas en gouache. Estas fueron muy populares para la población de clase alta de San Petersburgo, que venían a visitar los balnearios de la ciudad. En 1823, organizó una exhibición en su casa, que fue una de las primeras exhibiciones individuales de cualquier tipo organizadas en Reval.
Fue enterrado en el cementerio Kopli, que fue destruido en la década de 1940, durante la segunda ocupación soviética de los estados Bálticos.
Sus dos hijos, Eduard y Woldemar Hau, también se convirtieron en conocidos pintores.

## Vistas de Reval (Tallin)

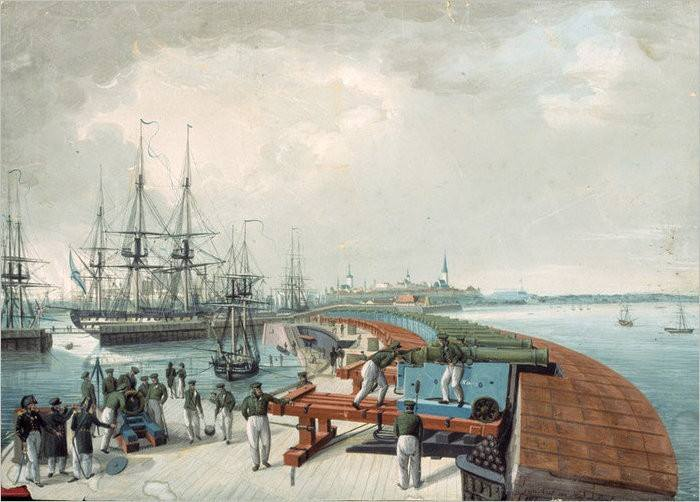
Artillería costera rusa en el Puerto
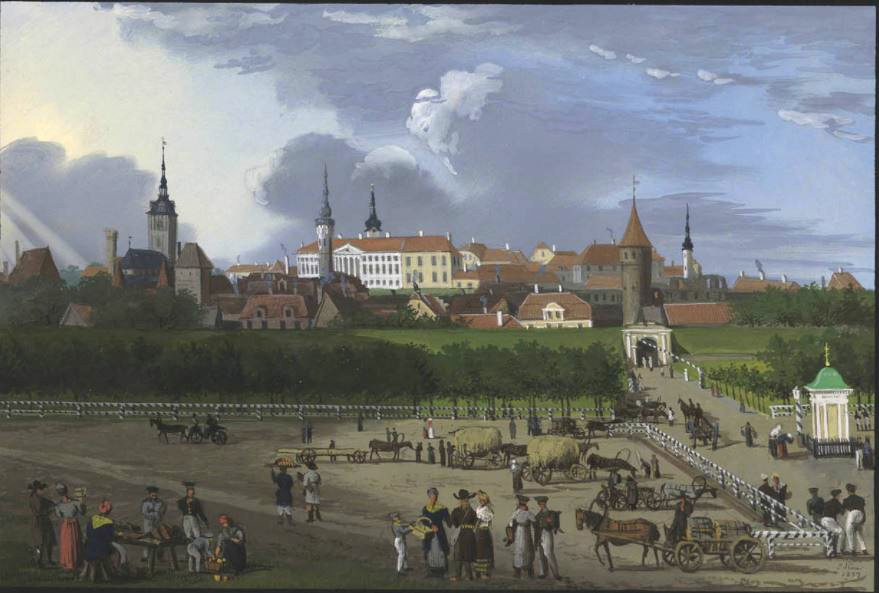
Vista de Reval desde el noreste
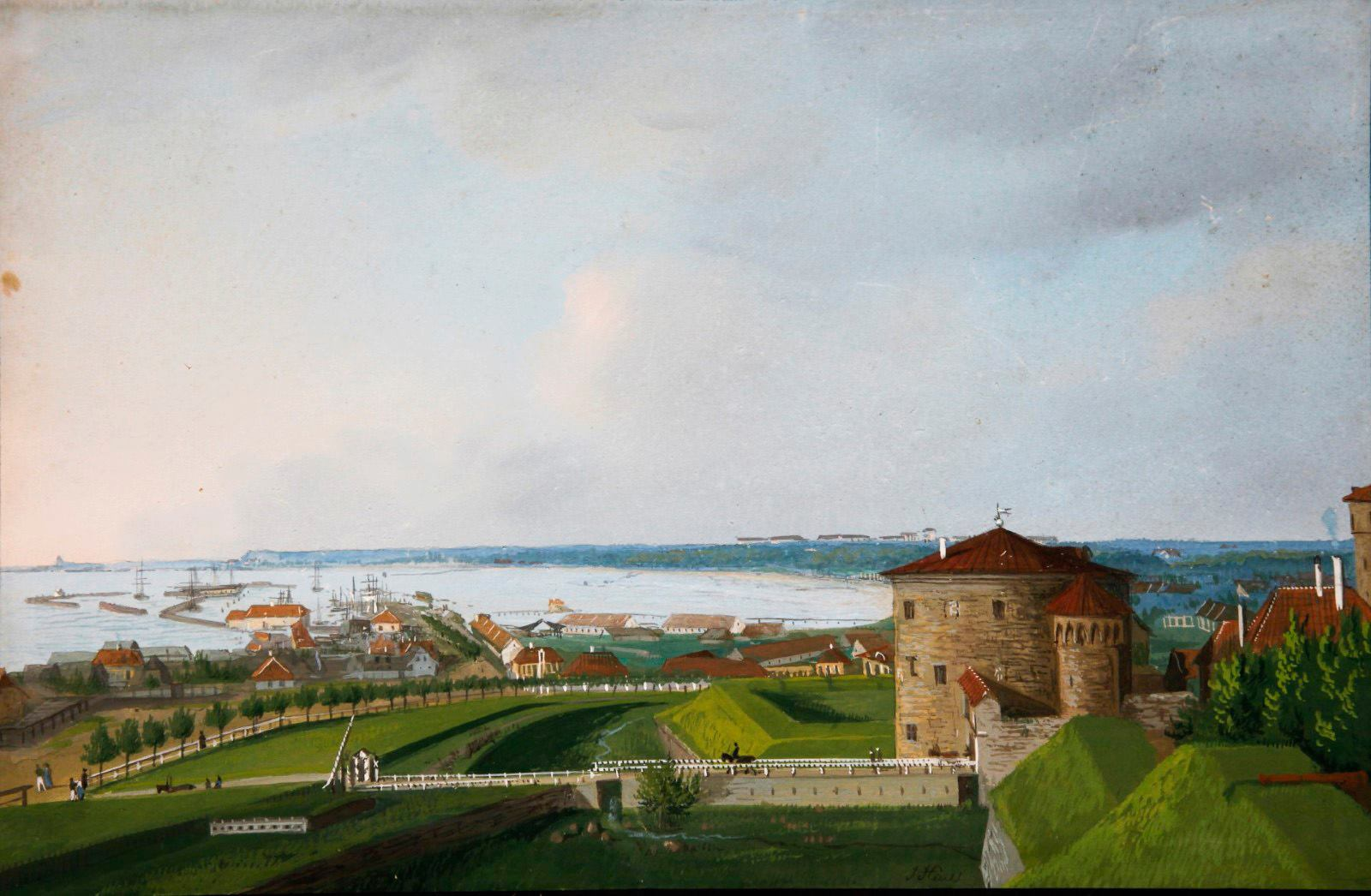
Vista de la Gran Puerta Costera